# Cerebrotendineuze xanthomatose
Cerebrotendineuze xanthomatose (CTX) is een autosomaal recessief erfelijke aandoening, waarbij er een verstoring ontstaat in de galzuursynthese.
Deze ziekte wordt nog zelden vastgesteld, waarschijnlijk mede door onbekendheid van de aandoening bij artsen. In Nederland zijn er 65 patiënten bekend met deze aandoening (2018).
Het defecte gen (CYP27A1) veroorzaakt een extra productie van cholesterol en cholestanol. Deze sterolen hopen zich op in de ooglens, de pezen, en de cellen van het centraal zenuwstelsel.

## Symptomen
De cumulatieve ophopingen veroorzaken onder meer de volgende symptomen:
- Cataract, ook wel staar genoemd. Hierdoor neemt het gezichtsvermogen langzaam af, en dit kan uiteindelijk blindheid veroorzaken.
- Ontstekingen aan de pezen. Dit levert diverse lichamelijke handicaps op die vaak moeilijk te behandelen zijn. Veel patiënten kunnen niet meer of heel slecht lopen.
- Uitval van functies van het centraal zenuwstelsel. Het ophopen van de sterolen in de hersenen kan leiden tot vroegtijdige dementie. Ook verlammingsverschijnselen kunnen optreden welke uiteindelijk tot de dood kunnen leiden.

## Behandeling
De ziekte is te behandelen met o.a. de stof chenodeoxycholzuur. De behandeling resulteert in een normalisering van de niveaus van de sterolen in het bloed, waardoor ophopingen worden voorkomen.
Het is hierbij wel van belang dat de diagnose in een vroeg stadium wordt gesteld.
In 2018 werd bekend dat het Amsterdamse AMC deze stof met succes had bereid in de strijd tegen CTX, op initiatief van hoogleraar Carla Hollak en apotheker Marleen Kemper. Dit nadat de fabrikant de prijs van het middel (oorspronkelijk voor de behandeling van galstenen) met € 120.000 per patiënt per jaar had verhoogd.